# Peter Zijerveld
Peter Zijerveld (De Kwakel, 16 maart 1955) is een Nederlands triatleet en oud-beroepswielrenner. Hij werd Europees kampioen triatlon op de middenafstand.
Zijerveld was professioneel wielrenner in de periode 1979 - 1982. Zo reed hij onder meer de Ronde van Frankrijk. Hij kon goed klimmen. Zo won hij de Ruta del Sol in 1981. De eerste drie jaar fietste hij voor HB Alarmsystemen en het laatste jaar voor DAF Trucks.
Na zijn wielercarrière is hij van 1983 t/m 1990 professioneel triatleet geweest. Hij behaalde in 1983 een derde plaats op het Nederlands kampioenschap triatlon op de lange afstand. In 1984 verbrak hij met 4:46.20 de snelste fietstijd op de triatlon van Almere (hele triatlon). In 1985 werd hij Europees kampioen triatlon op de middenafstand.
Als eerste triatleet droeg hij een aerodynamische helm. Deze helm was zo nieuw dat hij pas tijdens de wedstrijd merkte dat hij deze achterstevoren op had.
Momenteel is hij werkzaam bij de KNWU als coördinator sportstimulering.

## Trivia
Op 69-jarige leeftijd redde Zijerveld een vrouw van verdrinkingsdood .

## Titels
- Europees kampioen triatlon op de middenafstand - 1985

## Belangrijke prestaties

### triatlon
- 1983:  NK in Almere - 10:33.04 (5e overall)
- 1983: deelname Ironman Hawaï
- 1984: >=5e triatlon van Almere
- 1985:  EK middenafstand - 4:10.05
- 1985:  Triatlon van Veenendaal - 4:12.41

## Resultaten in voornaamste wedstrijden
| Jaar | Ronde van Italië | Ronde van Frankrijk | Ronde van Spanje |
| ---- | ---------------- | ------------------- | ---------------- |
| 1980 |                  |                     | 25e              |
| 1981 |                  |                     | 15e              |
| 1982 |                  | opgave              |                  |

| Jaar | Milaan-San Remo | Amstel Gold Race | Luik-Bast.‑Luik |
| ---- | --------------- | ---------------- | --------------- |
| 1980 |                 |                  |                 |
| 1981 |                 | 56e              |                 |
| 1982 | 63e             |                  | 29e             |